# Rhyacophila formosana
Rhyacophila formosana är en nattsländeart som beskrevs av Georg Ulmer 1927. Rhyacophila formosana ingår i släktet Rhyacophila och familjen rovnattsländor. Inga underarter finns listade i Catalogue of Life.